# Argentinische Badmintonmeisterschaft 1994
Die Argentinische Badmintonmeisterschaft 1994 war die nationale Meisterschaft von Argentinien im Badminton des Jahres 1994. Austragungsort war Mar del Plata.

## Titelträger
| Disziplin    | Sieger                          |
| ------------ | ------------------------------- |
| Herreneinzel | Jorge Meyer                     |
| Dameneinzel  | Alice Garay                     |
| Herrendoppel | Luciano Colavitta Jorge Meyer   |
| Damendoppel  | Celica Christensen Karen Larsen |
| Mixed        | Jorge Meyer Alice Garay         |